# Ernst Ganßert
Ernst Ganßert (* 8. April 1937 in Frankfurt am Main; † 18. Juli 2013 ebenda) war ein deutscher Ringer.

## Werdegang
Ernst Ganßert wuchs in Frankfurt am Main auf und begann beim ASV Frankfurt 1896 mit dem Ringen. Später startete er auch noch für den ASV Mainz 88 und den KSV Neu-Isenburg. Er betätigte sich sowohl im griechisch-römischen Stil, als auch im freien Stil. 1954 belegte er bei der deutschen Meisterschaft der A-Jugend in Leipzig in der Gewichtsklasse über 70 kg Körpergewicht im griechisch-römischen Stil den 3. Platz. Dies war insofern bemerkenswert, weil es sich bei dieser Meisterschaft um eine der letzten gesamtdeutschen Meisterschaft handelte. Ab 1955 gab es nur noch getrennte deutsche Meisterschaften (Bundesrepublik Deutschland und DDR). 1955 wurde Ernst Ganßert in Freiburg-St. Georgen deutscher A-Jugendmeister im freien Stil in der Gewichtsklasse bis 80 kg Körpergewicht und 1956 und 1957 wurde er deutscher Juniorenmeister im Halbschwergewicht, 1956 im griechisch-römischen Stil und 1957 im freien Stil.
1958 wurde Ernst Ganßert erstmals deutscher Meister bei den Männern, und zwar im freien Stil im Halbschwergewicht vor Fritz Dirscherl aus Kelheim, einen seiner Hauptrivalen in der damaligen Zeit. Deutscher Meister wurde Ernst Ganßert auch noch 1960 im freien Stil im Halbschwergewicht, wieder vor Fritz Dirscherl, sowie vor Heinz Eichelbaum, KSV Oberhausen und Erich Wörner vom SV Langendiebach. Darüber hinaus wurde Ernst Ganßert 1957 im freien Stil, 1961 im griechisch-römischen Stil und im freien Stil und 1965 im griechisch-römischen Stil deutscher Vizemeister. 1969 nahm er zum letzten Mal an einer deutschen Meisterschaft teil, kam aber im freien Stil im Halbschwergewicht nur mehr auf den 6. Platz.
1960 startete Ernst Ganßert auch bei der gesamtdeutschen Olympiaqualifikation, belegte aber im freien Stil im Halbschwergewicht hinter Dieter Rauchbach, Halle, Fritz Dirscherl und Walter Müller, Leipzig nur den 4. Platz.
Zu Einsätzen bei internationalen Meisterschaften kam Ernst Ganßert nicht. Er siegte aber 1958 bei einem internationalen Turnier in Udine in seiner Gewichtsklasse vor Petar Cucic, Jugoslawien, und Ingrassia aus Italien und 1959 bei einem internationalen Turnier in Savona vor Ingrassia und Tevfik Kis, Türkei. 1959 belegte er bei einem internationalen Turnier in Split, bei dem ein Großteil der Weltelite im griechisch-römischen Stil am Start war, hinter Gheorghe Popovici, Rumänien, aber vor Rukavina, Jugoslawien, Krali Bimbalow, Bulgarien und Bengt Lindblad, Schweden den 2. Platz.
1959 verlor Ernst Ganßert in einem Länderkampf gegen Bulgarien in München gegen Nikola Stantschew (Olympiasieger 1956) nach Punkten, 1960 wurde er bei einem Länderkampf in Mülhausen Punktsieger über den französischen Meister Maurice Jacquel und 1961 unterlag er in Esslingen in einem Länderkampf gegen die Sowjetunion gegen Ernst Niglas aus Tallinn nach Punkten.
Ernst Ganßert war Angestellter der Berufsfeuerwehr Frankfurt am Main.

## Internationale Erfolge
| Jahr | Platz | Wettbewerb                | Stil | Gewichtsklasse | Ergebnisse |
| 1958 | 1.    | Intern. Turnier in Udine  | GR   | Halbschwer     | vor Petar Cucic, Jugoslawien und Ingrassia, Italien                                                                   |
| 1959 | 1.    | Intern. Turnier in Savona | GR   | Halbschwer     | vor Ingrassia und Tevfik Kis, Türkei                                                                                  |
| 1959 | 2.    | Intern. Turnier in Split  | GR   | Halbschwer     | hinter Gheorghe Popovici, Rumänien, vor Rukavina, Jugoslawien, Krali Bimbalow, Bulgarien und Bengt Lindblad, Schweden |

## Deutsche Meisterschaften
| Jahr | Platz | Stil | Gewichtsklasse | Ergebnisse                                                                                                |
| 1957 | 2.    | F    | Halbschwer     | hinter Fritz Dirscherl, ATSV Kelheim                                                                      |
| 1958 | 1.    | F    | Halbschwer     | vor Fritz Dirscherl und Richard Rieß, SC 04 Nürnberg                                                      |
| 1959 | 4.    | GR   | Halbschwer     | hinter Horst Heß, ASV Heros Dortmund, Erich Wörner, SV Langendiebach und Heinz Eichelbaum, KSV Oberhausen |
| 1959 | 4.    | F    | Halbschwer     | hinter Heinz Eichelbaum, Johann Sterr, ESV Neuaubing und Erich Wörner                                     |
| 1960 | 1.    | F    | Halbschwer     | vor Fritz Dirscherl, Heinz Eichelbaum und Erich Wörner                                                    |
| 1961 | 2.    | GR   | Halbschwer     | hinter Horst Heß, vor Manfred Spohr, ASV Hannover                                                         |
| 1961 | 2.    | F    | Halbschwer     | hinter Fritz Dirscherl, vor Manfred Spohr                                                                 |
| 1964 | 4.    | F    | Mittel         | hinter Johann Sterr, Georg Hamann, VfL Tegel und Dieter Markert, SU Witten-Annen                          |
| 1965 | 2.    | GR   | Mittel         | hinter Werner Hoppe, KSV Köllerbach, vor Karl Strütt, ASV Daxlanden                                       |
| 1966 | 6.    | GR   | Mittel         | Sieger: Günter Kowalewski, SU Witten-Annen vor Werner Hoppe                                               |
| 1967 | 8.    | GR   | Mittel         | Sieger: Günter Kowalewski vor Werner Hoppe                                                                |
| 1969 | 6.    | F    | Halbschwer     | Sieger: Heinz Sperling, KSV Witten vor Ernst Knoll, AC Ziegelhausen                                       |

Erläuterungen
- GR = griechisch-römischer Stil, F = Freistil
- Gewichtsklassen: Halbschwergewicht bis 1961 bis 87 kg; Mittelgewicht, von 1962 bis 1968 bis 87 kg, Halbschwergewicht, ab 1969 bis 90 kg Körpergewicht